# Piteå IF

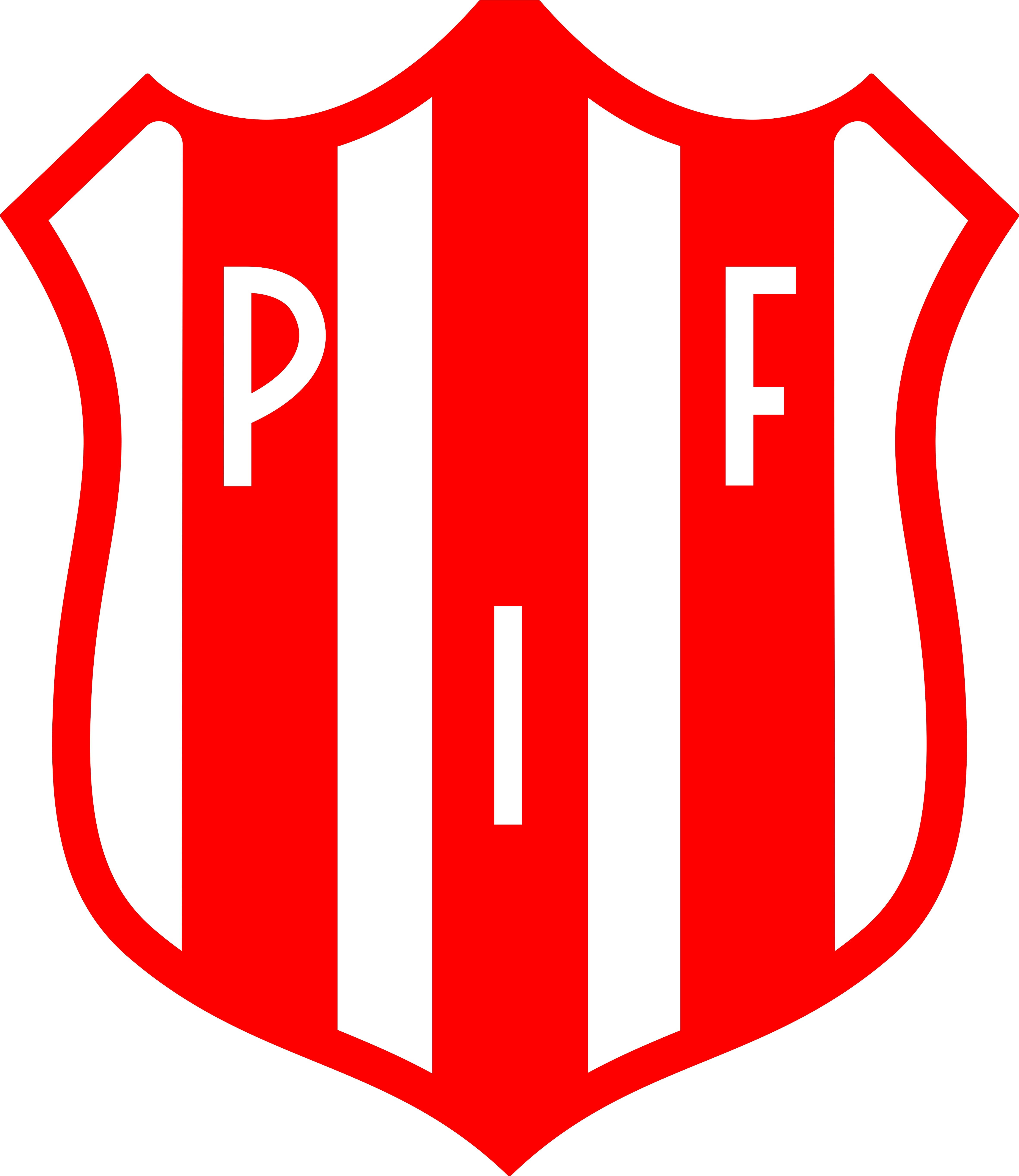
Klubbemblem Piteå IF

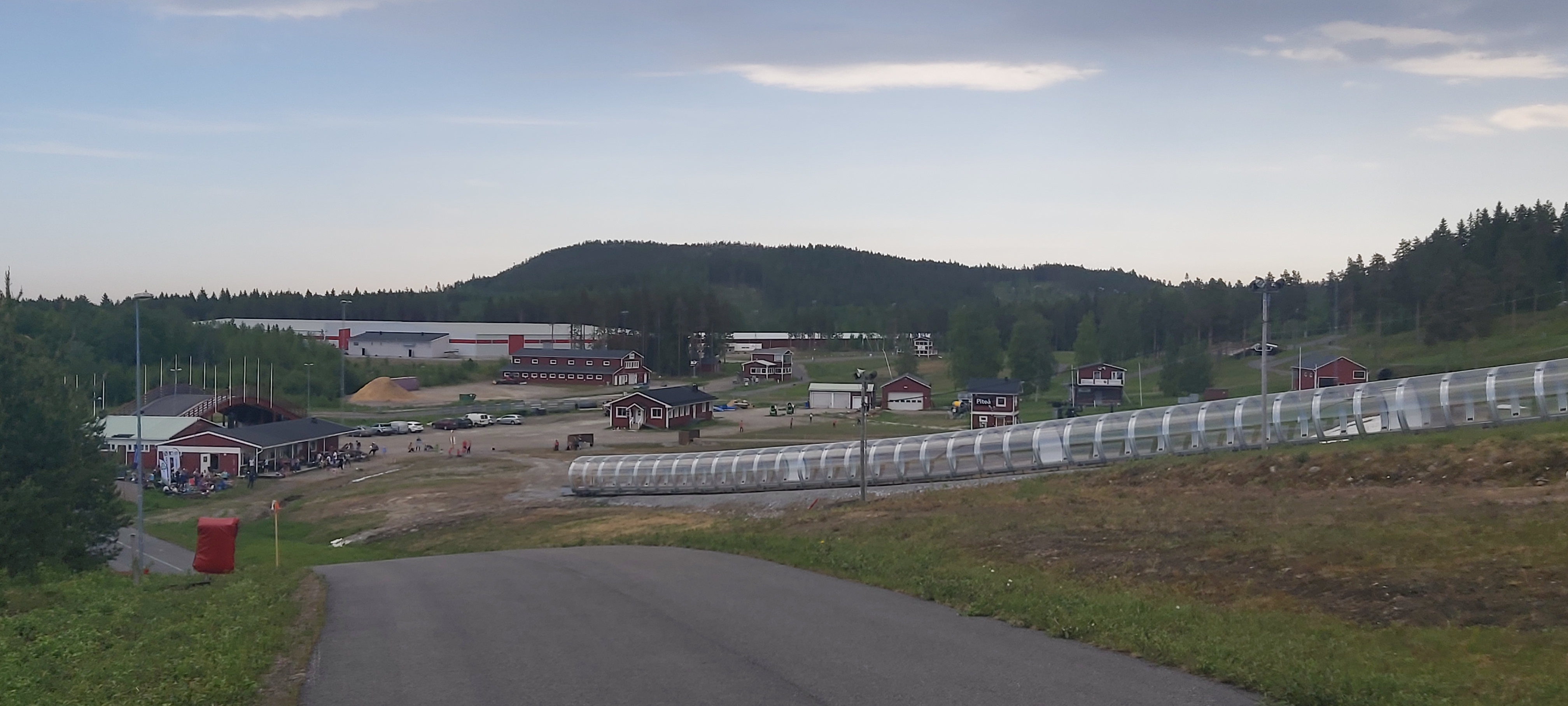
Piteå IF:s orienteringstävling vid Lindbäck Byggs skidstadion.

Piteå IF (PIF) är en idrottsförening i Piteå i Sverige. Föreningen har verksamhet inom flera idrotter.

## Historia
Piteå Idrottsförening grundades den 24 maj 1918. På kvällen träffades fyra idrottsintresserade män på Nya konditoriet i Piteå och bildade Piteå Idrottsförening. 1920 anslöts IFK Piteå till Piteå IF och samma år bildades föreningens fotbollssektion. Ungdomssektionen bildades 1943 (pojkfotboll startade 1942, flickfotboll 1981).
29 november 2016 ombildades föreningen till Piteå IF Alliansförening som består av 4 föreningar, Piteå IF Fotbollsförening (herr- och ungdomsfotboll), Piteå IF Damfotbollsförening, Piteå IF Friidrott och Piteå IF Orienteringsklubb. Tillsammans med Öjeby IF arrangerar PIF en av Sveriges största ungdomsturneringar i fotboll, Piteå Summer Games. 

## Idrotter som tidigare utövats inom Piteå IF
Bandy (1923–1952), bordtennis, boxning (1930-talet till slutet av 1960-talet), cykel, gymnastik (1918 till 1920-talet), handboll damer (slutet av 1940-talet till 1962), ishockey (seriespel 1947–1986), konståkning (1950-talet), simning (1918 till 20-talet), skidor (1918–1931) och volleyboll (1975–1987).

## Idrottsplatser
Fram till 1930 hade föreningen ingen egen idrottsarena. Istället hyrde man in sig på folkskolans skolgård. Så småningom blev situationen ohållbar på grund av det stora antalet idrottsutövare. I samarbete med kommunen uppfördes en idrottsanläggning på Kvarnbacken, som fick namnet Kvarnvallen och som fortfarande är Piteå kommuns huvudarena. 2007 skrevs ett avtal med Länsförsäkringar och arenan döptes till LF Arena. Idag är den försedd med nya läktare på ena långsidan och konstgräsplan. På LF Arena finns även en utomhusarena för friidrott med 400-meters rundbana med sex stycken banor varvet runt och 8 rakbanor för 100m/110m häck.
1986 invigdes en särskild ungdomsarena, Nordlunda Ungdomsidrottsplats som ägs och drivs av Piteå IF. Där finns en 11-mannaplan med grus, en 11-mannaplan, en 9-mannaplan, tre 7-mannaplaner med gräs, varav två med reglementsenliga mått, två 5-mannaplaner och en klubbstuga.
Friidrotten fick 2014 en ny inomhusarena, Skoogs Arena, som 2019 bytte namn till PiteEnergi Arena. Arenan har en 200-meters rundbana med fyra banor varvet runt, 8 rakbanor för 60 meter i mitten av arenan och en inhägnad kastbur med grus för kula och viktkastning.

## Ishockey
Piteå IF var bland pionjärerna inom ishockeyn i Norrbotten och hade en storhetstid 1946–1955 med nio segrar i distriktsmästerskapen och fyra segrar i Norrländska mästerskapen. Hans Svedberg är en av föreningens mest kända ishockeyspelare genom tiderna.
Säsonger
Nedan finns en förteckning över säsongsresultaten för föreningens ishockeyverksamhet. Förrkortningen NM står för Norrländska mästerskapet. Detta spelades innan de norrländska serierna anslöts till det nationella seriesystemet. För åren 1953–1955 saknas uppgifter. Från och med säsongen 1955/1956 ingår Norrbottenlagen i det nationella seriesystemet.
| Säsong                                | Division                       | Placering | SM/NM/kval/upp-/nerflyttning                                                    |
| ------------------------------------- | ------------------------------ | --------- | ------------------------------------------------------------------------------- |
| 1947/1948                             | Norrländska mästerskapen       |           | NM-final: Besegrar Wifsta/Östrand SM: Utslagna i kvalomgången av Wifsta/Östrand |
| 1948/1949                             | Norra norrländska              | 1         | NM:Besegrar IFK Kiruna, finalen inställd                                        |
| 1949/1950                             | Norra norrländska              | 1         | NM: Besegrar Teg, finalen inställd SM: Utslagna i första omgången av Mora       |
| 1950/1951                             | Norra norrländska              | 1         | NM-final: Besegrar Teg, SM: Utslagna i första omgången av Skellefteå            |
| 1951/1952                             | Norra norrländska              | 3         |                                                                                 |
| 1952/1953                             | Norra norrländska              | 3         |                                                                                 |
| 1953–1955 saknas uppgifter.           |                                |           |                                                                                 |
| 1955/1956                             | Division II Norra Norrländskan | 6         | nerflyttade                                                                     |
| 1956–1962 spelade man i Division III. |                                |           |                                                                                 |
| 1962/1963                             | Division II Norra A            | 6         |                                                                                 |
| 1963/1964                             | Division II Norra A            | 1         | 4:a i kvalserien                                                                |
| 1964/1965                             | Division II Norra A            | 3         |                                                                                 |
| 1965/1966                             | Division II Norra A            | 9         |                                                                                 |
| 1966/1967                             | Division II Norra A            | 8         |                                                                                 |
| 1967/1968                             | Division II Norra A            | 8         |                                                                                 |
| 1968/1969                             | Division II Norra A            | 10        | nerflyttade                                                                     |
| 1969/1970                             | Division III Norra B           | 1         | uppflyttade                                                                     |
| 1970/1971                             | Division II Norra A            | 5         |                                                                                 |
| 1971/1972                             | Division II Norra A            | 4         |                                                                                 |
| 1972/1973                             | Division II Norra A            | 4         |                                                                                 |
| 1973/1974                             | Division II Norra A            | 2         |                                                                                 |
| 1974/1975                             | Division II Norra A            | 7         |                                                                                 |
| 1975/1976                             | Division I Norra               | 6         |                                                                                 |
| 1976/1977                             | Division I Norra               | 7         |                                                                                 |
| 1977/1978                             | Division I Norra               | 6         |                                                                                 |
| 1978/1979                             | Division I Norra               | 5         |                                                                                 |
| 1979/1980                             | Division I Norra               | 6         |                                                                                 |
| 1980/1981                             | Division I Norra               | 6         |                                                                                 |

| Säsong    | Division         | Placering | Vårserie                  | Playoff/Kval                                      |
| --------- | ---------------- | --------- | ------------------------- | ------------------------------------------------- |
| 1981/1982 | Division I Norra | 2         |                           | Playoff: Utslagna av Hammarby IF                  |
| 1982/1983 | Division I Norra | 3         | 1:a i fortsättningsserien | Playoff: Besegrar Skövde IK; utslagna av Timrå IK |
| 1983/1984 | Division I Norra | 4         | 1:a i fortsättningsserien | Playoff: Besegrar S/G 83; utslagna av HV71        |
| 1984/1985 | Division I Norra | 7         | 5:a i fortsättningsserien |                                                   |
| 1985/1986 | Division I Norra | 3         | 1:a i fortsättningsserien | Playoff: Utslagna av IK Vita Hästen               |

Till säsongen 1986/1987 gick Piteå IF:s ishockeyverksamhet ihop med andra klubbar kring Piteå ihop till Piteå HC.